# Tamerlan Garayev
Tamerlan Garayev (* 30. Januar 1952 in Ağdam, Aserbaidschan, Sowjetunion) ist ein aserbaidschanischer Diplomat.

## Werdegang
Garayev schloss sein Jurastudium an der Staatsuniversität Aserbaidschans 1973 ab. Von der Akademie für Wissenschaft, Philosophie und Jura erhielt er einen Mastertitel. 1981 folgte ein Doktortitel (Ph.D.) an der Wissenschaftlichen Forschungsuniversität des sowjetischen Innenministeriums in Moskau. Einen Doktor in Jura erhielt er an derselben Universität 1993.
Von 1973 bis 1978 war Garayev bei der Staatsanwaltschaft der Stadt Baku in der Untersuchungsabteilung Assistent des Anklägers des Distrikts Lenin und Nasīmī. Von 1978 bis 1991 war er Dozent, Assistenzprofessor und Vize-Dekan der Juristischen Fakultät der Universität Aserbaidschan. 1990 wurde Garayev Mitglied des Obersten Rates der Republik Aserbaidschan und 1991 stellvertretender Vorsitzender des Rates. 1992 war er erster stellvertretender Vorsitzender der Nationalversammlung der Republik Aserbaidschan, bevor er von 1993 bis 2001 als Botschafter in die Volksrepublik China ging.
Zurück in Baku war Garayev von 2001 bis 2004 Direktor der Rechtsanwaltsgesellschaft. Dem folgte 2004 die Entsendung als Botschafter nach Indien (mit Zuständigkeit auch für Sri Lanka, Nepal, Malediven und Bangladesch) und 2011 nach Indonesien (Ernennung: 16. September 2011). Hier ist er zudem akkreditiert als Botschafter in Osttimor (seit dem 14. Februar 2013), auf den Philippinen und Singapur und als Ständiger Vertreter beiden ASEAN.

## Sonstiges
Garayev spricht Aserbaidschanisch, Russisch, Türkisch und Englisch. Er ist verheiratet und hat zwei Söhne und vier Enkelkinder.